# Dąbrówka (Kazimierz Dolny)
Dąbrówka – część miasta Kazimierz Dolny w Polsce położona w województwie lubelskim, w powiecie puławskim, w gminie Kazimierz Dolny.
W Dąbrówce znajduje się m.in. Ochotnicza Straż Pożarna i szkoła podstawowa.
Dawniej w gminach Zastów, Rogów i  Szczekarków.